# Chaim Rumkowski

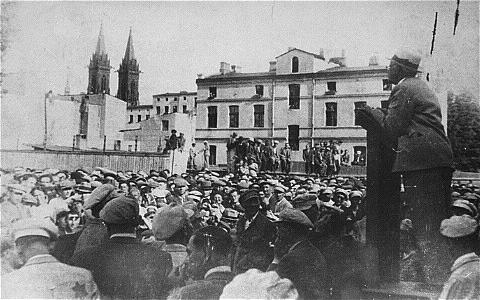
Rumkowski talar i gettot.

Chaim Mordechai Rumkowski, född 27 februari 1877 i Ilino, Guvernementet Vilna, Kejsardömet Ryssland
(nära Vilnius i dagens Litauen), död 28 eller 30 augusti 1944 i Auschwitz, var en affärsman av judisk börd.
Hans skolgång begränsades till ett fåtal år i en religiös skola och senare i en allmän skola, vilket gjorde att han talade flytande jiddisch, men bara hade rudimentära kunskaper i hebreiska, polska, ryska och tyska. Trots detta lyckades han i början på 1900-talet skapa sig en förmögenhet i den polska staden Łódź. Han misslyckades dock med att behålla förmögenheten, och i stället valde han att bli försäkringsagent. Några år senare grundade han ett barnhem i Helenówek. Han valdes till det judiska rådet i Łódź som representant för sioniströrelsen. När sionisterna avgick från rådet i protest mot den förda politiken, stannade Rumkowski kvar och bröt därmed med partiet.
När Łódź ockuperades som resultat av det polsk–tyska kriget 1939, beordrades Rumkowski att bli ordförande i det av tyskarna utsedda så kallade Judenrat ("juderådet") i Łódź. När Łódź getto skapades 1940, blev han den högsta judiska myndighetspersonen där. Just hans roll i denna ställning har blivit omstridd och omskriven. Å ena sidan tvingades juderådet att välja vilka som skulle deporteras från gettot (mot säker död i utrotningslägren i öst och sydöst), å andra sidan lyckades de skapa ett väldigt produktivt judiskt samhälle som tack vare sin produktivitet fick överleva mycket längre än alla andra getton i Europa. Det har spekulerats i Rumkowskis motiv; måhända ville han få egna affärsfördelar eller kanske trodde han verkligen han kunde rädda delar av den judiska befolkningen i Polen. Känt är hans tal Ge mej era barn där han vädjar till judarna i gettot att överlåta sina barn och gamla till ockupanterna, för att kanske de friska, vuxna ska få överleva.
Till slut var Łódź getto tömt på folk och även Rumkowski med familj skickades till Auschwitz där han, hatad av sina egna och föraktad av tyskarna, antas ha blivit ihjälslagen av ett judiskt Sonderkommando. Därpå antas kroppen ha bränts i en kremeringsgrop.
I vissa sammanhang ställs Rumkowskis person och agerande mot Adam Czerniaków, som var ordförande i Warszawas getto och som hellre begick självmord än medverkade till deportationerna.
1982 gjordes en film om Rumkowski med titeln The Story of Chaim Rumkowski and the Jews of Lodz.